# Minden sarkon álltam már / Álom
A "Minden sarkon álltam már / Álom" kislemez, mely egyszerűen csak az "EDDA" megjelölést kapta megjelenésekor, az Edda Művek zenekar első hivatalosan megjelent kiadványa. A két dalt élőben rögzítették, 1979. szeptember 23-án vették fel a Budai Ifjúsági Parkban, amikor a Piramis előtt játszottak. Maga a kislemez meglepően nagy siker volt, közel 40 ezer példányban fogyott, ennek köszönhetően kaptak lehetőséget egy nagylemez felvételére.

## Számok sorrendje
| # | Cím                      | Szerző                           | Hossz |
| - | ------------------------ | -------------------------------- | ----- |
| A | Minden sarkon álltam már | Pataky Attila, Slamovits István  | 4:33  |
| B | Álom                     | Slamovits István, S. Nagy István | 4:00  |

## Az együttes felállása
- Barta Alfonz - billentyűs hangszerek
- Csapó György - dob
- Pataky Attila - ének
- Slamovits István - szólógitár
- Zselencz László - basszusgitár